# Скалиште
Ска́лиште (болг. Скалище) — село в Кирджалійській області Болгарії. Входить до складу общини Кирджалі.

## Населення
За даними перепису населення 2011 року у селі проживали 266 осіб, з них 255 осіб (97,3%) — турки.
Розподіл населення за віком у 2011 році:
Динаміка населення: